# Clytocera pilosa
Clytocera pilosa là một loài bọ cánh cứng trong họ Cerambycidae.